# Plebejus gina
Plebejus gina är en fjärilsart som beskrevs av Higgins 1958. Plebejus gina ingår i släktet Plebejus och familjen juvelvingar. Inga underarter finns listade i Catalogue of Life.